# Södra Flänningen
Södra Flänningen är en sjö i Heby kommun i Uppland och ingår i Tämnaråns huvudavrinningsområde. Sjön har en area på 0,106 kvadratkilometer och ligger 49,6 meter över havet. Sjön avvattnas av vattendraget Åbyån.

## Delavrinningsområde
Södra Flänningen ingår i det delavrinningsområde (667893-157608) som SMHI kallar för Ovan Kyrkån. Medelhöjden är 53 meter över havet och ytan är 21,21 kvadratkilometer. Räknas de 2 avrinningsområdena uppströms in blir den ackumulerade arean 44,9 kvadratkilometer. Åbyån som avvattnar avrinningsområdet har biflödesordning 2, vilket innebär att vattnet flödar genom totalt 2 vattendrag innan det når havet efter 64 kilometer. Avrinningsområdet består mestadels av skog (75 procent) och jordbruk (11 procent). Avrinningsområdet har 0,11 kvadratkilometer vattenytor vilket ger det en sjöprocent på 0,5 procent. Bebyggelsen i området täcker en yta av 0,35 kvadratkilometer eller 2 procent av avrinningsområdet.